# آبي وليامز هيل
آبي وليامز هيل (بالإنجليزية: Abby Williams Hill)‏ هي رسامة أمريكية، ولدت في 1861 في غرينيل في الولايات المتحدة، وتوفيت في 1943 في لاغونا بيتش في الولايات المتحدة.